# Salomona guamensis
Salomona guamensis är en insektsart som beskrevs av Morgan Hebard 1922. Salomona guamensis ingår i släktet Salomona och familjen vårtbitare. Inga underarter finns listade i Catalogue of Life.